# Aeskulap (Pocta Janu Palachovi)
Aeskulap, také Pocta Janu Palachovi, byla plastika umístěná před poliklinikou v Praze 4 - Nuslích na sídlišti Pankrác na rohu ulic Hvězdova a Pujmanové.

## Historie
Po smrti Jana Palacha zamýšlel sochař Valerián Karoušek vytvořit sochu Asklépios na Palachovu památku i na památku jeho činu. Po Karouškově tragické smrti sochu dokončil jeho přítel a kolega sochař Jiří Novák. Připomínala hořící monogram J. P., který byl doplněn o trikolóru. Při výročí Palachova upálení dávali před ní obyvatelé Pankráce zapálené svíčky.
Pomník byl odstraněn roku 2003.